# 慶元河
慶元河（？—），朝鮮核科學家，目前有傳已逃離朝鮮，並隱居美國。

## 經歷
慶元河畢業於金日成大學，是首批參與北韓核計劃的科學家及其中的重要成員，故此，他被譽為北韓核子之父。1956年，慶元河逃亡到南韓，並在春川農業大學（現江原大學）任職講師，專門教授普通數學、統計學、自然科學等課程。1965年，他到巴西聖保羅大學留學，並在翌年辭去教職。此後，他又移居加拿大，又在當地的麥吉爾大學取得博士學位。
1980年代，報導指慶元河已返回北韓，並得以繼續參與核計劃。2003年，慶元河被傳再度出逃，其下落不明。有澳洲傳媒指美國通過大洋洲國家瑙鲁和西班牙、泰國等11國的協助下使慶元河和其他19名的核科學家及軍隊高層官員抵達美國，但這一點遭到美方的否認。

## 資料來源
1. 1 2 3  Debate on nuclear 'defector' （页面存档备份，存于） 《The Age》 2003 4 24
2. 1 2 3  "流亡科學家慶元河曾在春川農大任職講師" 《朝鮮日報》中文版 2003 4 21
3. 1 2 3  경원하, 북미에서 활동한 세계적 핵공학자 （页面存档备份，存于） 《韓民族日報》 2003 4 20
4. ↑  "美國拒絕確認慶元河逃亡事實" 《朝鮮日報》中文版 2003 4 22